# Trichophyton bullosum
Trichophyton bullosum är en svampart som beskrevs av Lebasque 1933. Trichophyton bullosum ingår i släktet Trichophyton och familjen Arthrodermataceae.   Inga underarter finns listade i Catalogue of Life.